# Viuz-en-Sallaz
Viuz-en-Sallaz è un comune francese di 3 962 abitanti situato nel dipartimento dell'Alta Savoia della regione dell'Alvernia-Rodano-Alpi.

## Società

### Evoluzione demografica
Abitanti censiti